# E. Allen Emerson
Ernest Allen Emerson (2. června 1954 Dallas, Texas – 15. října 2024 Austin, Texas) byl americký informatik. Je znám především díky svému přínosu při vývoji metody ověřování modelů (anglicky model checking), za který v roce 2007 dostal společně s Edmundem M. Clarkem a Josephem Sifakisem Turingovu cenu.